# Estisch voetbalelftal in 1996
Het Estisch voetbalelftal speelde in totaal twaalf officiële interlands in het jaar 1996, waaronder twee wedstrijden in de kwalificatiereeks voor de WK-eindronde 1998 in Frankrijk. De ploeg stond onder leiding van de IJslandse bondscoach Teitur Þórðarson, de opvolger van de eind 1995 weggestuurde Roman Ubakivi. Op de in 1993 geïntroduceerde FIFA-wereldranglijst steeg Estland in 1996 van de 131ste (januari 1996) naar de 102de plaats (december 1996). Eén speler kwam in alle twaalf duels in actie: doelman Mart Poom.

## Balans
| Wedstrijden | Wedstrijden | Wedstrijden | Wedstrijden | Doelpunten | Doelpunten | Doelpunten | Punten |
| Gespeeld    | Winst       | Gelijk      | Verlies     | Voor       | Tegen      | Saldo      | Punten |
| ----------- | ----------- | ----------- | ----------- | ---------- | ---------- | ---------- | ------ |
| 12          | 3           | 6           | 3           | 16         | 12         | +4         | 1.000  |

## Interlands
|                                                        |              |       |         |                                                                           |
| 16 februari Vriendschappelijk № 151 «onderlinge duels» | Azerbeidzjan | 0 – 0 | Estland | GSZ Stadion, Larnaca Toeschouwers: 50 Scheidsrechter: Loizos Loizou (CYP) |
| 16 februari Vriendschappelijk № 151 «onderlinge duels» |              |       |         | GSZ Stadion, Larnaca Toeschouwers: 50 Scheidsrechter: Loizos Loizou (CYP) |

|                                                        |                         |       |         |                                                                                   |
| 20 februari Vriendschappelijk № 152 «onderlinge duels» | Cyprus                  | 1 – 0 | Estland | Tsirion Stadium, Limassol Toeschouwers: 50 Scheidsrechter: Costas Kapitanis (CYP) |
| 20 februari Vriendschappelijk № 152 «onderlinge duels» | Kostas Konstantinou 21' |       |         | Tsirion Stadium, Limassol Toeschouwers: 50 Scheidsrechter: Costas Kapitanis (CYP) |

|                                                        |                                     |       |                                         |                                                                                      |
| 24 februari Vriendschappelijk № 153 «onderlinge duels» | Estland                             | 2 – 2 | Faeröer                                 | GSZ Stadion, Larnaca Toeschouwers: 2.000 Scheidsrechter: Yiannakis Kyprianides (CYP) |
| 24 februari Vriendschappelijk № 153 «onderlinge duels» | Marko Kristal 13' Lembit Rajala 45' |       | 30' Oli Johannesen 45' Henning Jarnskor | GSZ Stadion, Larnaca Toeschouwers: 2.000 Scheidsrechter: Yiannakis Kyprianides (CYP) |

|                                                     |         |                                                                        |         |                                                                                |
| 24 april Vriendschappelijk № 154 «onderlinge duels» | Estland | 0 – 3                                                                  | IJsland | Kadrioru Stadion, Tallinn Toeschouwers: 500 Scheidsrechter: Roman Lajuks (LAT) |
| 24 april Vriendschappelijk № 154 «onderlinge duels» |         | 6' Bjarki Gunnlaugsson 20' Bjarki Gunnlaugsson 30' Bjarki Gunnlaugsson |         | Kadrioru Stadion, Tallinn Toeschouwers: 500 Scheidsrechter: Roman Lajuks (LAT) |

|                                                   |         |       |         |                                                                                   |
| 29 mei Vriendschappelijk № 155 «onderlinge duels» | Estland | 0 – 0 | Turkije | Kadrioru Stadion, Tallinn Toeschouwers: 1.700 Scheidsrechter: Timo Keltanen (FIN) |
| 29 mei Vriendschappelijk № 155 «onderlinge duels» |         |       |         | Kadrioru Stadion, Tallinn Toeschouwers: 1.700 Scheidsrechter: Timo Keltanen (FIN) |

|                                            |                 |       |                     |                                                                                  |
| 7 juli Baltic Cup № 156 «onderlinge duels» | Estland         | 1 – 1 | Letland             | Kreenholmi Stadion, Narva Toeschouwers: 350 Scheidsrechter: Gintaras Dilda (LTU) |
| 7 juli Baltic Cup № 156 «onderlinge duels» | Urmas Rooba 36' |       | 16' Rolands Bulders | Kreenholmi Stadion, Narva Toeschouwers: 350 Scheidsrechter: Gintaras Dilda (LTU) |

|                                            |                        |       |                        |                                                                                   |
| 9 juli Baltic Cup № 157 «onderlinge duels» | Estland                | 1 – 1 | Litouwen               | Kreenholmi Stadion, Narva Toeschouwers: 1.000 Scheidsrechter: Sergejs Braga (LAT) |
| 9 juli Baltic Cup № 157 «onderlinge duels» | Martin Reim 21' (pen.) |       | 18' Rimantas Žvingilas | Kreenholmi Stadion, Narva Toeschouwers: 1.000 Scheidsrechter: Sergejs Braga (LAT) |

|                                                      |                        |       |         |                                                                                   |
| 31 augustus WK-kwalificatie № 158 «onderlinge duels» | Wit-Rusland            | 1 – 0 | Estland | Dinamo Stadion, Minsk Toeschouwers: 7.500 Scheidsrechter: Sergei Khussainov (RUS) |
| 31 augustus WK-kwalificatie № 158 «onderlinge duels» | Uladzimir Makowski 35' |       |         | Dinamo Stadion, Minsk Toeschouwers: 7.500 Scheidsrechter: Sergei Khussainov (RUS) |

|                                                    |                          |       |             |                                                                                      |
| 5 oktober WK-kwalificatie № 159 «onderlinge duels» | Estland                  | 1 – 0 | Wit-Rusland | Kadrioru Stadion, Tallinn Toeschouwers: 1.500 Scheidsrechter: Richard O'Hanlon (IRL) |
| 5 oktober WK-kwalificatie № 159 «onderlinge duels» | Sergei Hohlov-Simson 51' |       |             | Kadrioru Stadion, Tallinn Toeschouwers: 1.500 Scheidsrechter: Richard O'Hanlon (IRL) |

|                                                       |                                    |       |                                 |                                                                               |
| 30 oktober Vriendschappelijk № 160 «onderlinge duels» | Finland                            | 2 – 2 | Estland                         | Arto Tolsa Areena, Kotka Toeschouwers: 925 Scheidsrechter: Roman Lajuks (LAT) |
| 30 oktober Vriendschappelijk № 160 «onderlinge duels» | Tommi Grönlund 74' Antti Pohja 88' |       | 65' Meelis Rooba 80' Urmas Kirs | Arto Tolsa Areena, Kotka Toeschouwers: 925 Scheidsrechter: Roman Lajuks (LAT) |

|                                                        |                |       | |                                                                                                  |
| 13 november Vriendschappelijk № 161 «onderlinge duels» | Andorra        | 1 – 6 | Estland | Estadi Comunal, Andorra la Vella Toeschouwers: 1.500 Scheidsrechter: Celino Gracía Redondo (ESP) |
| 13 november Vriendschappelijk № 161 «onderlinge duels» | Agusti Pol 61' |       | 36' Indrek Zelinski 64' Argo Arbeiter 74' Argo Arbeiter 76' Argo Arbeiter 84' Argo Arbeiter 87' Marko Kristal | Estadi Comunal, Andorra la Vella Toeschouwers: 1.500 Scheidsrechter: Celino Gracía Redondo (ESP) |

|                                                        |                                                            |       |           |                                                                                      |
| 16 november Vriendschappelijk № 162 «onderlinge duels» | Estland                                                    | 3 – 0 | Indonesië | Stadio Luigi Ferraris, Genua Toeschouwers: 1.500 Scheidsrechter: Tiziano Pieri (ITA) |
| 16 november Vriendschappelijk № 162 «onderlinge duels» | Indrek Zelinski 6' Indrek Zelinski 45' Indrek Zelinski 71' |       |           | Stadio Luigi Ferraris, Genua Toeschouwers: 1.500 Scheidsrechter: Tiziano Pieri (ITA) |

## FIFA-wereldranglijst
| JAN | FEB | MAR | APR | MEI | JUN | JUL | AUG | SEP | OKT | NOV | DEC |
| --- | --- | --- | --- | --- | --- | --- | --- | --- | --- | --- | --- |
| 131 | 135 | 135 | 134 | 115 | 115 | 124 | 112 | 115 | 109 | 101 | 102 |

## Hõbepall
Sinds 1995 reiken Estische voetbaljournalisten, verenigd in de Eesti Jalgpalliajakirjanike Klubi, jaarlijks een prijs uit aan een speler van de nationale ploeg die het mooiste doelpunt maakt. In het tweede jaar ging de Zilveren Bal (Hõbepall) naar Argo Arbeiter voor een van zijn vier treffers in het duel tegen Andorra, alle gemaakt op 13 november.

## Statistieken
| Mart Poom            | 1972-02-03 | Derby County        | 12 | 0 | 0 | 46 | 0 |
| Sergei Pareiko       | 1977-01-31 | Tallinna Sadam      | 0  | 1 | 0 |    |   |
| Verdediging          |            |                     |    |   |   |    |   |
| Urmas Kirs           | 1966-11-05 | FC Flora Tallinn    | 10 | 2 | 1 | 33 | 1 |
| Sergei Hohlov-Simson | 1972-04-22 | Lelle SK            | 10 | 0 | 1 |    |   |
| Marek Lemsalu        | 1972-11-24 | 1. FSV Mainz 05     | 10 | 0 | 0 |    |   |
| Viktor Alonen        | 1969-03-23 | FC Flora Tallinn    | 7  | 1 | 0 |    |   |
| Urmas Rooba          | 1978-07-08 | FC Flora Tallinn    | 7  | 0 | 1 |    |   |
| Janek Meet           | 1974-05-02 | FC Flora Tallinn    | 3  | 1 | 0 |    |   |
| Raivo Nõmmik         | 1977-02-11 | FC Flora Tallinn    | 3  | 0 | 0 |    |   |
| Gert Olesk           | 1973-08-08 | Lelle SK            | 1  | 1 | 0 |    |   |
| Risto Kallaste       | 1971-02-23 | Viborg FF           | 1  | 0 | 0 |    |   |
| Middenveld           |            |                     |    |   |   |    |   |
| Marko Kristal        | 1973-06-02 | FC Flora Tallinn    | 10 | 2 | 2 |    |   |
| Martin Reim          | 1971-05-14 | FC Flora Tallinn    | 8  | 1 | 1 |    |   |
| Meelis Lindmaa       | 1970-10-14 | FC Flora Tallinn    | 8  | 1 | 0 |    |   |
| Meelis Rooba         | 1977-04-20 | FC Flora Tallinn    | 7  | 0 | 1 |    |   |
| Toomas Kallaste      | 1971-01-27 | FC Flora Tallinn    | 6  | 3 | 0 |    |   |
| Indro Olumets        | 1971-04-10 | Tallinna Sadam      | 4  | 0 | 0 | 32 | 2 |
| Tarmo Linnumäe       | 1971-11-11 | Lelle SK            | 3  | 1 | 0 |    |   |
| Mati Pari            | 1974-09-04 | FC Flora Tallinn    | 1  | 1 | 0 |    |   |
| Liivo Leetma         | 1977-01-20 | FC Flora Tallinn    | 0  | 4 | 0 |    |   |
| Vahur Vahtramäe      | 1976-09-24 | JK Tulevik Viljandi | 0  | 2 | 0 | 7  | 0 |
| Aanval               |            |                     |    |   |   |    |   |
| Indrek Zelinski      | 1974-11-13 | FC Flora Tallinn    | 10 | 0 | 7 | 16 | 7 |
| Andres Oper          | 1977-11-07 | FC Flora Tallinn    | 4  | 1 | 0 |    |   |
| Toomas Krõm          | 1971-09-22 | Tallinna Sadam      | 3  | 1 | 0 |    |   |
| Lembit Rajala        | 1970-12-01 | FC Flora Tallinn    | 2  | 5 | 1 | 26 | 2 |
| Argo Arbeiter        | 1973-12-05 | Lelle SK            | 2  | 4 | 1 |    |   |

-

EJL · A-internationals · Bondscoaches · Statistieken · Estisch vrouwenelftal · Olympisch elftal · Estland U21 · Estland U20 · Estland U19 · Estland U18 · Estland U17 · Estland U16
1920 – 1929 ·
1930 – 1939 ·
1940 – 1949 ·
1950 – 1990 · 
1990 – 1999 ·
2000 – 2009 ·
2010 – 2019 ·
2020 − 2029
OS 1924
1920 ·
1921 ·
1922 ·
1923 ·
1924 ·
1925 ·
1926 ·
1927 ·
1928 ·
1929 · 
1930 · 
1931 · 
1932 · 
1933 · 
1934 · 
1935 · 
1936 · 
1937 · 
1938 · 
1939 · 
1940 · 
1941 · 
1942 · 
1943 · 1944 · 
1945 · 
1946 · 
1947 · 
1948 · 
1949 · 
1950 – 1990 · 
1991 · 
1992 · 
1993 · 
1994 · 
1995 · 
1996 · 
1997 · 
1998 · 
1999 · 
2000 · 
2001 · 
2002 · 
2003 · 
2004 · 
2005 · 
2006 · 
2007 · 
2008 · 
2009 · 
2010 · 
2011 · 
2012 · 
2013 · 
2014 · 
2015 · 
2016 ·
2017 ·
2018 ·
2019 ·
2020
Albanië ·
Andorra ·
Angola ·
Antigua en Barbuda ·
Argentinië ·
Armenië ·
Azerbeidzjan ·
België ·
Bosnië-Herzegovina ·
Brazilië ·
Bulgarije ·
Canada ·
Chili ·
China ·
Cyprus ·
Denemarken ·
Duitsland ·
Ecuador ·
Egypte ·
El Salvador ·
Engeland ·
Equatoriaal-Guinea ·
Faeröer ·
Fiji ·
Filipijnen ·
Finland ·
Frankrijk ·
Georgië · 
Gibraltar ·
Griekenland ·
Hongarije ·
Hongkong ·
Ierland ·
IJsland ·
Indonesië ·
Irak ·
Israël ·
Italië ·
Jordanië ·
Kazachstan ·
Kirgizië ·
Kroatië ·
Letland ·
Libanon ·
Liechtenstein ·
Litouwen ·
Luxemburg ·
Malta ·
Marokko ·
Mexico ·
Moldavië ·
Montenegro ·
Nederland ·
Nieuw-Caledonië ·
Nieuw-Zeeland ·
Noord-Ierland ·
Noord-Macedonië ·
Noorwegen ·
Oekraïne ·
Oezbekistan ·
Oman ·
Oostenrijk ·
Polen ·
Portugal ·
Qatar ·
Roemenië ·
Rusland ·
Saint Kitts en Nevis ·
San Marino ·
Saoedi-Arabië ·
Schotland ·
Servië ·
Slovenië ·
Slowakije · 
Spanje ·
Tadzjikistan ·
Thailand ·
Trinidad en Tobago ·
Tsjechië ·
Turkije ·
Turkmenistan ·
Uruguay ·
Vanuatu ·
Venezuela ·
Verenigde Arabische Emiraten ·
Verenigde Staten ·
Vietnam ·
Wales ·
Wit-Rusland ·
Zweden ·
Zwitserland